# Věšín
Věšín är en ort i Tjeckien.   Den ligger i regionen Mellersta Böhmen, i den centrala delen av landet, 70 km sydväst om huvudstaden Prag. Věšín ligger 555 meter över havet och antalet invånare är 606.
Terrängen runt Věšín är varierad. Runt Věšín är det ganska glesbefolkat, med 31 invånare per kvadratkilometer. Närmaste större samhälle är Příbram, 15,7 km nordost om Věšín. I omgivningarna runt Věšín växer i huvudsak blandskog.